# Kacper Kozłowski (lekkoatleta)
Kacper Kozłowski (ur. 7 grudnia 1986 w Olsztynie) – polski lekkoatleta, sprinter. Starszy marynarz Marynarki Wojennej.

## Osiągnięcia
Przygodę ze sportem rozpoczynał od piłki nożnej. Zawodnik AZS UWM Olsztyn. Brązowy medalista Mistrzostw Świata w Lekkoatletyce 2007 w sztafecie 4 × 400 metrów. Brązowy medalista młodzieżowych mistrzostw Europy w Debreczynie (2007) w biegu na 400 metrów i srebrny w sztafecie 4 × 400 metrów. Brązowy medalista mistrzostw Europy juniorów w Kownie (2005) w sztafecie 4 × 400 metrów.  Akademicki wicemistrz świata z Belgradu (2009) w sztafecie 4 × 400 metrów (3:05,69). Zwycięzca superligi Pucharu Europy w sztafecie 4 × 400 m (2007). Reprezentant Polski na Letnie Igrzyska Olimpijskie 2008 w Pekinie w sztafecie 4 x 400 m, ostatecznie nie miał okazji zaprezentować się pekińskiej publiczności. Medalista mistrzostw Polski. Jego trenerem był Andrzej Siennicki, a po śmierci Zofia Siennicka. Obecnie trenuje pod okiem ojca. Kształci się na Wydziale Bioinżynierii Zwierząt Uniwersytetu Warmińsko-Mazurskiego. Mistrz Europy wojskowych z Warendorfu (2013) w biegu na 400 metrów z wynikiem 46,45. W 2014 zajął 2. miejsce w sztafecie 4 × 400 m na 22. Lekkoatletycznych Mistrzostwach Europy w Zurychu a w 2016 również w sztafecie 4 x 400 metrów zdobył srebrny medal na mistrzostwach Europy w Amsterdamie. W 2017 biegł na pierwszej zmianie polskiej sztafety 4 × 400 metrów, która zdobyła złoty medal halowych mistrzostw Europy.

## Rekordy życiowe
- Bieg na 200 metrów – 21,05 s. (2007)
- Bieg na 400 metrów – 45,24 s. (28 lipca 2010, Barcelona) – 6. wynik w historii polskiej lekkoatletyki[4]